# Kerkschip Sint-Jozef

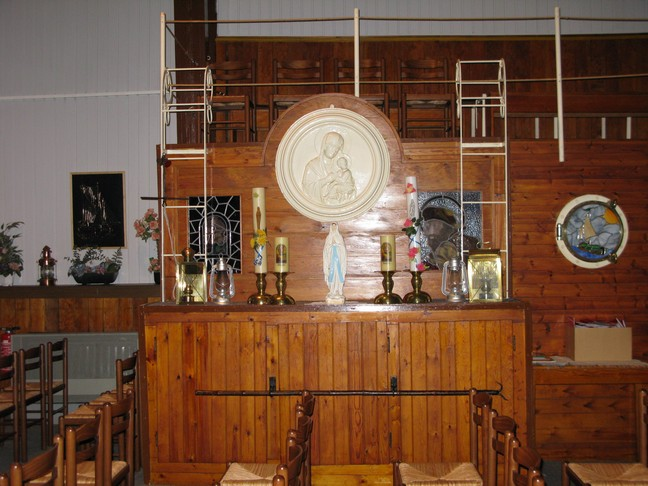
Fragment interieur

Kerkschip Sint-Jozef werd tijdens de Tweede Wereldoorlog gebouwd uit gewapend beton. Na 1944 deed het tijdelijk dienst als opslagplaats voor steenkool. In 1950 kwam het in bezit van het Aartsbisdom Mechelen dat het verbouwde tot kerkschip. Sinds 2011 wordt het beschermd als varend erfgoed.

## Geschiedenis
Het betonnen schip werd in opdracht van de Duitse bezetter tussen 1942 en 1944 gebouwd in Rotterdam. Het was bedoeld als bevoorradingschip voor de Kriegsmarine en was gebouwd van gewapend beton. Dit had als voordeel dat het schip geen magnetische zeemijnen tot ontsteking zou brengen en het beton bood ook extra bescherming tegen vijandige beschietingen. Voornaamste reden was echter het tekort aan staal voor de scheepsbouw. Het schip is opgebouwd uit een massieve betonschaal op betonnen spanten.
Het vaartuig zou als bevoorradingsschip voor de Duitse vloot gaan dienen. In het voorjaar van 1944 werd het versleept naar Antwerpen om er verder te worden afgewerkt. Het betonnen casco werd daar na de bevrijding in september 1944 door de Belgische staat in beslag genomen en in 1946 verkocht. Door het ontbreken van een motor werd het vaartuig gebruikt als opslagplaats voor kolen in de Antwerpse haven.
In april 2008 werd het schip geramd door de duwboot Antigoon waarbij een scheur van een meter ontstond. Het schip maakte slagzij en dreigde langzaam te zinken. De brandweer kon voorkomen dat het zonk door de ondergelopen olie-opslagtanks leeg te pompen terwijl een sleepboot het schip tegen de kade duwde. Een duiker heeft de ontstane scheur gerepareerd met snelcement.

## Ombouw tot kerkschip
In 1950 schonk de eigenaar het schip aan het Aartsbisdom Mechelen. Dat liet het vaartuig ombouwen tot een kerkelijk en sociaal centrum voor binnenvaartschippers en hun families. Het kreeg op 1 oktober 1952 als 'Kerkschip Sint-Jozef' een ligplaats aan het Eerste Havendok. In het achterschip werden portalen gemaakt en loopplanken gelegd. Er werden twee kapellen in het schip opgericht.
Het kerkschip verhuisde meerdere keren. Van het Eerste Havendok naar het Albertdok, waar het eind jaren zestig om economische redenen moest vertrekken. Het kwam te liggen in het Kanaaldok. Door havenuitbreidingen, moest het schip in 2012 verhuizen naar het Houtdok aan kaai 25A bij de Mexicobrug, dichter bij het stadscentrum van Antwerpen waar ze in de grote Sint-Paulusparochie een aanvullende taak krijgt naast de Sint-Pauluskerk in het Schipperskwartier.
Het kerkschip behoort aan de vzw Apostolaat der Schippers, het wordt vanaf 2011 beschermd als varend erfgoed. Een deel van het schip heeft een kerkelijke functie, verder zijn er een taverne, een feestzaal en een museum van de binnenvaart ingericht. Het is voor het publiek toegankelijk.